# Niāvarān

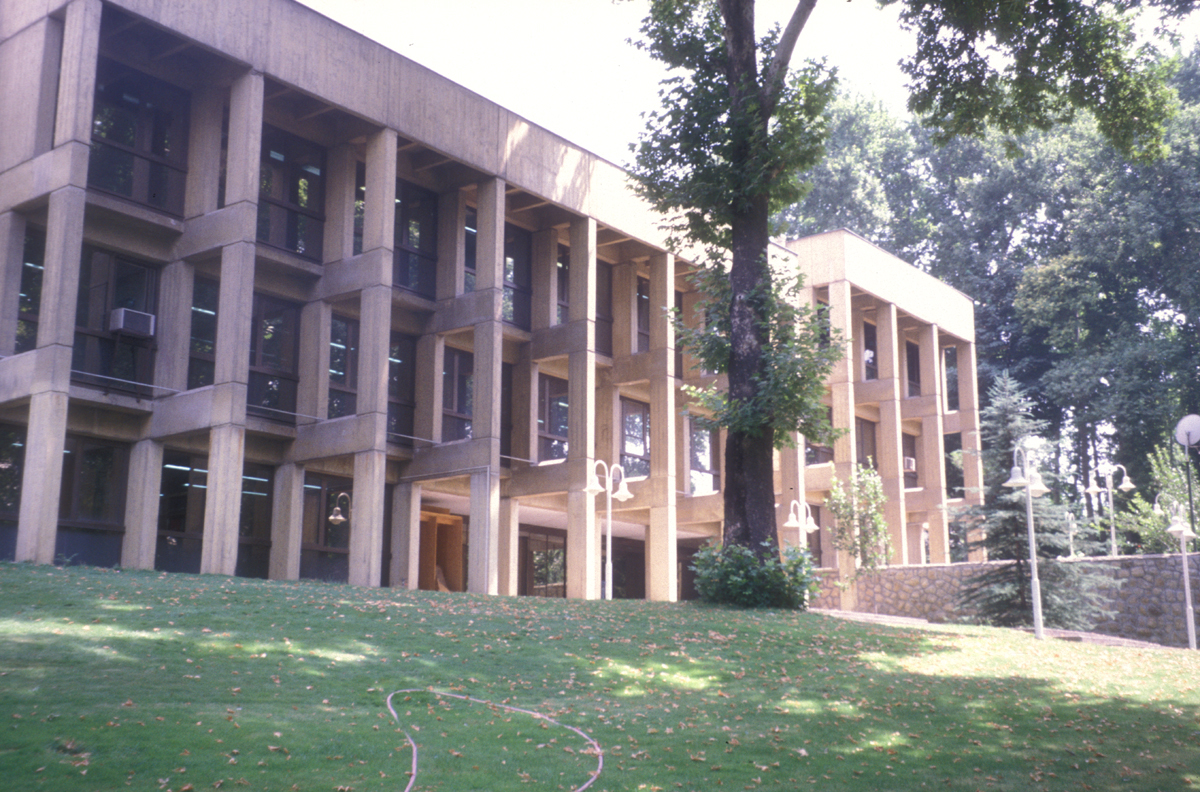
IPM in Niavaran

Niāvarān (persisch نیاوران) ist ein Stadtteil des Bezirks Schemiran im Nordosten von Teheran. Er ist vom Tadschrisch-Platz aus über die Darband-Straße erreichbar.
Neben dem Niavaranpalast und dem Niavaranpark befinden sich in diesem Stadtteil mehrere Botschaften und die Iranische Nationalbibliothek. Weiterhin liegt dort das Farhangsarā (Haus der Kultur) mit einem Amphitheater, einem Museum, einer Musikhalle, einer Café-Galerie und einem Café mit einer überdachten Ausstellungshalle.
Zahlreiche iranische Künstler wohnen ebenfalls hier.
Am Fuße des Elburs-Gebirges in einer Höhe von 1700 m gelegen, hat Niāvarān ein kühleres Klima im Vergleich zum übrigen Teheran mit hervorragenden Aussichtsplätzen. Mehrere Wolkenkratzer wurden in den letzten Jahren hier gebaut.